# مرنباخ
مرنباخ (به آلمانی: Mehrnbach) یک منطقهٔ مسکونی در اتریش است که در ناحیه راید ایم اینکرایس واقع شده‌است. مرنباخ ۲٬۳۰۵ نفر جمعیت دارد.